# Bayat
Pour les articles homonymes, voir Bayat (homonymie).
Bayat est une ville et un district de la province de Çorum dans la région de la mer Noire en Turquie.